# Henry David Thoreau
Henry David Thoreau (Concord, 12 de julio de 1817-ibídem, 6 de mayo de 1862) fue un escritor, poeta y filósofo estadounidense, de tendencia trascendentalista y origen puritano, autor de Walden y Desobediencia civil. Thoreau fue agrimensor, naturalista, conferencista y fabricante de lápices. Uno de los padres fundadores de la literatura estadounidense, es también el conceptualizador de las prácticas de desobediencia civil.

## Biografía

### Primeros años de vida y educación, 1817-1836
Nació en Concord, Massachusetts, en la "modesta familia de Nueva Inglaterra" de John Thoreau, un fabricante de lápices, y Cynthia Dunbar. Su abuelo paterno nació en Jersey. Su abuelo materno, Asa Dunbar, dirigió de estudiante en 1766 en Harvard la "rebelión de la mantequilla", la primera protesta estudiantil registrada en las colonias americanas. David Henry fue nombrado así por su difunto tío paterno, David Thoreau. Comenzó a llamarse Henry David después de terminar la universidad, pero nunca solicitó hacer un cambio de nombre legal. Tenía dos hermanos mayores, Helen y John Jr., y una hermana menor, Sophia. El lugar de nacimiento de Thoreau todavía existe en Virginia Road en Concord. La casa ha sido restaurada por el Thoreau Farm Trust, una organización sin fines de lucro, y está abierta al público.
Estudió en el Harvard College entre 1833 y 1837, que entonces aún no era la universidad de prestigio en que se convirtió a finales de siglo. Vivió en Hollis Hall y tomó cursos de retórica, clásicos, filosofía, matemáticas, y ciencia. Fue miembro del Instituto de 1770 (ahora es el Hasty Pudding Club). Según la leyenda, Thoreau se negó a pagar la cuota de cinco dólares por un diploma de Harvard. De hecho, el título de maestría que rechazó comprar no tenía ningún mérito académico: Harvard College lo ofreció a graduados "que demostraron su valor físico por estar vivos tres años después de graduarse, y su calidad de ahorro, ganancia o herencia por tener cinco dólares para dar al colegio" y comentó al respecto que era mejor "dejar que cada oveja mantenga su propia piel", referencia a la tradición de usar pergamino de piel de oveja para los diplomas.

### Regreso a Concord, 1836-1842
Las profesiones tradicionales abiertas a los graduados universitarios -la ley, la iglesia, los negocios, la medicina- no interesaban a Thoreau, así que en 1835 tomó una licencia de Harvard, durante la cual enseñó en la escuela de Canton, Massachusetts. Después de graduarse en 1837, empezó a enseñar en la escuela pública de Concord, pero renunció después de unas semanas para no tener que administrar el castigo corporal. Él y su hermano John abrieron entonces la Concord Academy, una escuela de gramática en Concord, en 1838. Introdujeron en su enseñanza varios conceptos progresivos, incluyendo caminatas por la naturaleza y visitas a las tiendas y a los negocios locales. La escuela cerró cuando John enfermó fatalmente del tétanos en 1842 después de cortarse mientras se afeitaba. Murió en los brazos de Henry.
Al graduarse Thoreau regresó a su casa en Concord, donde conoció a Ralph Waldo Emerson a través de un amigo mutuo. Emerson se tomó un interés personal (a veces incluso paternalista) en Thoreau, y asesoró y presentó al joven a un círculo de escritores y pensadores locales, incluidos William Ellery Channing, Margaret Fuller y Amos Bronson Alcott, además del famoso Nathaniel Hawthorne y su hijo (Julian Hawthorne), muchacho en aquel entonces.
Emerson instó a Thoreau a contribuir con ensayos y poemas a un periódico trimestral, The Dial, y presionó a la editora, Margaret Fuller, para que publicara esos escritos. El primer ensayo de Thoreau publicado en The Dial fue "Aulus Persius Flaccus", un ensayo sobre el satírico romano, en julio de 1840. Consistía en un pasaje revisado de su Diario, que había comenzado a mantener por sugerencia de Emerson. La primera anotación de este diario (22 de octubre de 1837), dice: "Preguntó ¿qué está haciendo ahora? ¿Tiene un diario? Así que escribo hoy mi primera entrada."

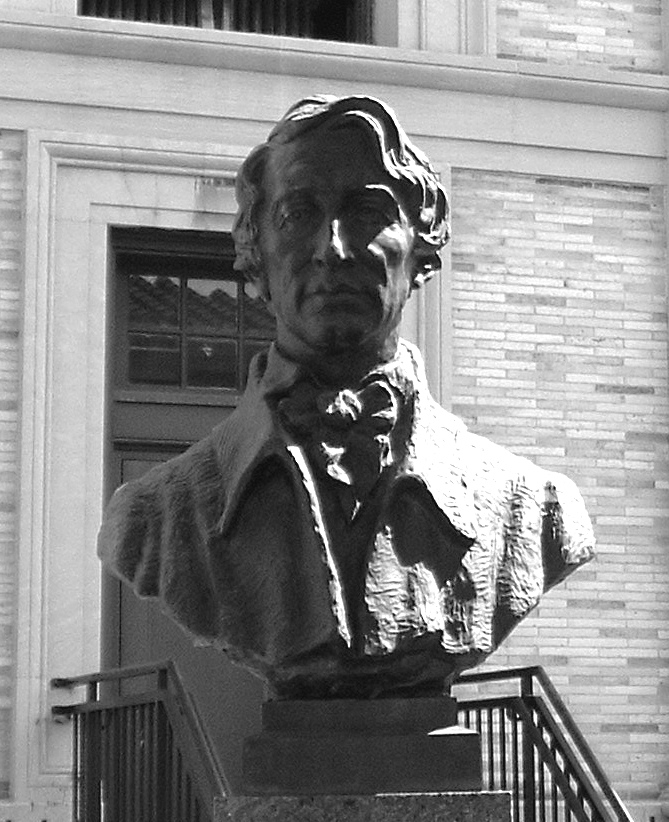
Busto de Thoreau.

Thoreau fue un filósofo que dedicó sus esfuerzos a estudiar la naturaleza y su relación con la condición humana. En sus primeros años siguió el trascendentalismo, una filosofía idealista holgada y ecléctica defendida por Emerson, Fuller y Alcott. Ellos sostenían que un estado espiritual ideal trasciende o va más allá de lo físico y lo empírico, y que este se logra a través de la intuición personal más que por la doctrina religiosa. En su opinión, la naturaleza es el signo exterior del espíritu interior, y expresa la "correspondencia radical de las cosas visibles y los pensamientos humanos", como escribió Emerson en Nature (1836).
El 18 de abril de 1841, Thoreau se trasladó a la casa de Emerson. Allí (1841-1844), sirvió como tutor de los niños. Era también ayudante editorial, reparador y jardinero. Durante unos meses en 1843 se trasladó a la casa de William Emerson en Staten Island, y enseñó a los hijos de la familia mientras buscaba contactos entre literatos y periodistas en la ciudad que podrían ayudar a publicar sus escritos, incluyendo a su futuro representante literario Horace Greeley.
Thoreau volvió a Concord para trabajar en la fábrica de lápices de su familia, tarea en que ocupó la mayor parte de su vida adulta. Redescubrió el proceso de hacer buenos lápices con grafito inferior pero usando arcilla para su colocación. Esta invención mejoró con el grafito encontrado en New Hampshire y comprado en 1821 por su pariente Charles Dunbar (el procedimiento de mezcla de grafito y arcilla, conocido como proceso Conté, fue patentado por Nicolas-Jacques Conté en 1795). Su otra fuente había sido Tantiusques, una mina operada por nativos americanos en Sturbridge, Massachusetts. Más adelante, Thoreau adaptó la fábrica para producir el plumbago (grafito) que se usaba en los electrotipos.
Una vez en Concord, Thoreau pasó por un período de inquietud. En abril de 1844 él y su amigo Edward Hoar provocaron accidentalmente un incendio que consumió 300 acres (1,2 km²) de Walden Woods.

### Desobediencia Civily los años deWalden, 1845-1849

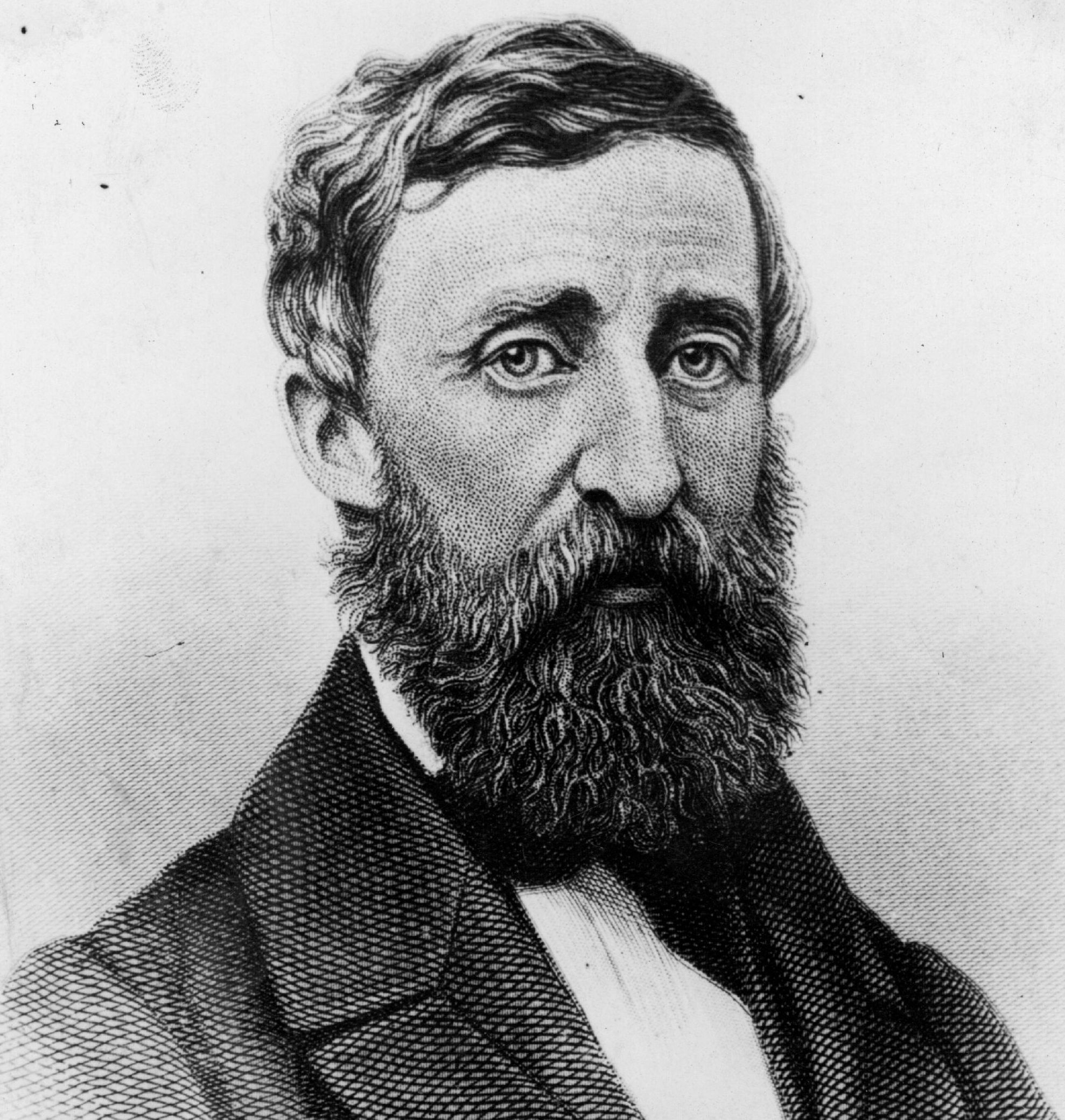
Henry David Thoreau en 1861.

Fui a los bosques porque quería vivir solo, deliberadamente, para afrontar los hechos esenciales de la vida y ver si podía aprender lo que tenía que enseñar y no descubrir, a la hora de la muerte, que no había vivido. No quería vivir lo que no era vida, ni quería practicar la renuncia, a menos que fuese necesario. Quería vivir profundamente y extraer toda la médula a la vida, vivir de una forma tan intensa y espartana que pudiese prescindir de todo lo que no era vida... (H. D. Thoreau, "Dónde viví, para qué viví", de su Walden, o La vida en los bosques)

Thoreau sintió la necesidad de concentrarse y trabajar más en su escritura. En marzo de 1845, Ellery Channing le dijo a Thoreau: «Vete, construye una cabaña y comienza el gran proceso de devorarte a ti mismo: no veo otra alternativa ni otra esperanza para ti». Dos meses después, Thoreau se embarcó en un experimento de dos años de vida sencilla que inició el 4 de julio de 1845, cuando se mudó a una pequeña casa que había construido en tierra propiedad de Emerson en un bosque de repoblación alrededor de las costas de Walden Pond.

Lugares de Thoreau en el estanque Walden.

La casa estaba en "un bonito prado y bosque" de 14 acres (57,000 m²) que Emerson había comprado, a 2,4 km de su casa familiar.

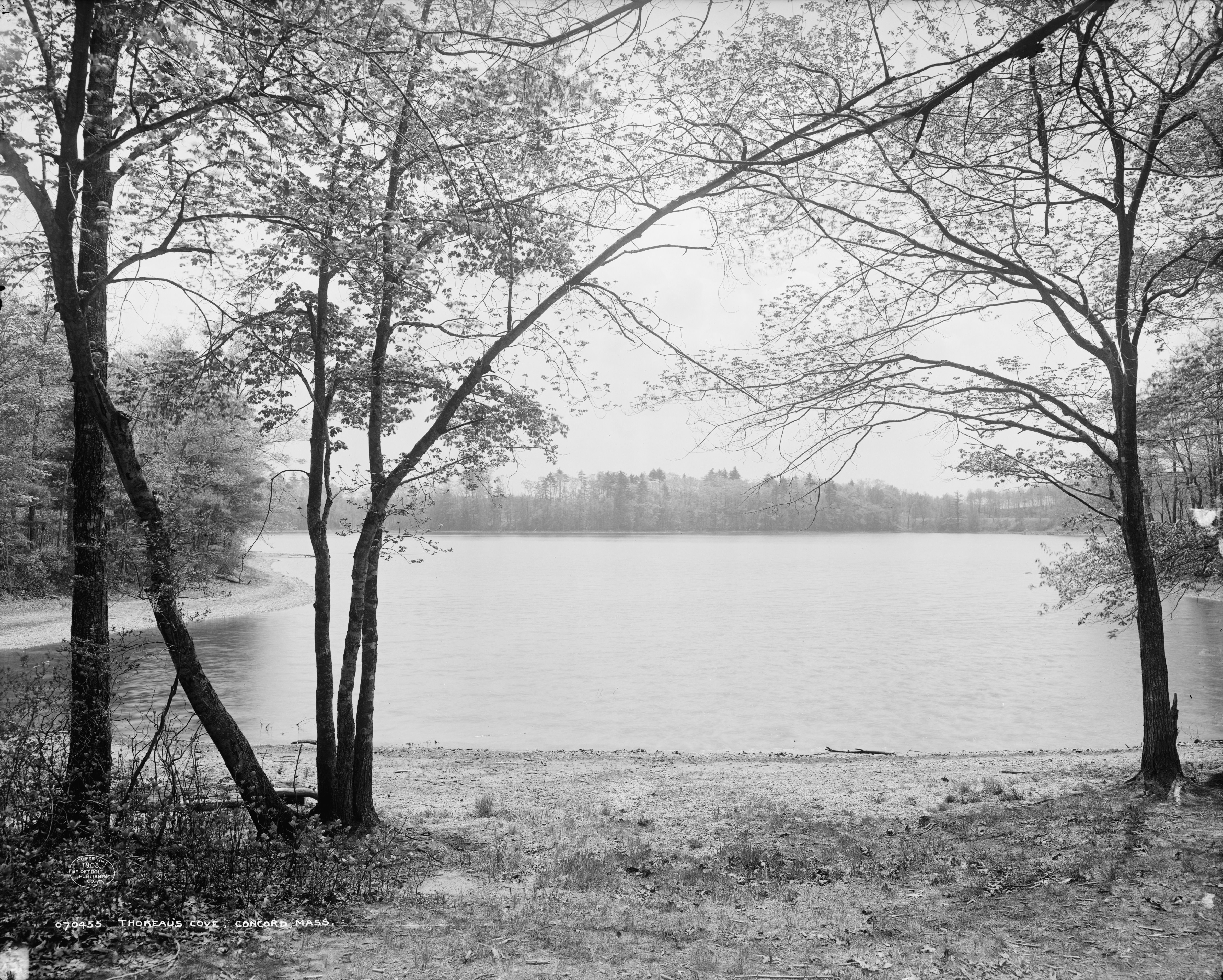
Estanque Walden.

El 24 de julio o 25 de julio de 1846, Thoreau se encontró con el recaudador de impuestos local, Sam Staples, quien le pidió que pagara seis años de impuestos atrasados. Thoreau rechazó pagar debido a su oposición a la Intervención estadounidense en México y a la esclavitud, y pasó una noche en la cárcel por esta negativa. Al día siguiente, Thoreau fue liberado contra su voluntad cuando alguien, probablemente su tía, pagó el impuesto, en contra de sus deseos. La experiencia tuvo un fuerte impacto en Thoreau, y escribió que “bajo un gobierno que encarcela injustamente a cualquiera, el hogar de un hombre honrado es la cárcel”. En enero y febrero de 1848 impartió conferencias sobre Los derechos y deberes del individuo en relación con el gobierno, explicando su resistencia tributaria en el Concord Lyceum. Bronson Alcott asistió a la conferencia, escribiendo en su diario el 26 de enero:

Asistí a la conferencia de Thoreau en el Lyceum sobre la relación del individuo con el Estado. Una declaración admirable de los derechos del individuo al autogobierno. Un público atento. Todas sus alusiones a la guerra de México, la expulsión de Carolina del señor Hoar, su encarcelamiento en la prisión de Concord por negarse a pagar su impuesto. Y todo razonado. Tuve un gran placer en esta intervención de Thoreau. (Bronson Alcott, Journals)

Thoreau revisó la conferencia en Ensayo sobre la resistencia al gobierno civil (también conocido como Desobediencia Civil) en que deja entrever sus ideas políticas. En este texto se declara uno de los conceptos principales de su pensamiento: un individualismo ascético y extremo («cualquier hombre que tenga más razón que sus prójimos ya constituye una mayoría de uno»; «el hombre es rico en proporción a la cantidad de cosas de las que puede prescindir»; «en mi casa había tres sillas: una para la soledad, dos para la amistad, tres para la sociedad») y la idea de que el gobierno no debe tener más poder que el que los ciudadanos estén dispuestos a cederle, llegando a tal punto que propone la abolición de todo gobierno. Fue también un puritano con una conciencia ética muy elevada: «La bondad es la única inversión que nunca quiebra».
El ensayo influyó poderosamente en Lev Tolstói y en Mahatma Gandhi y fue publicado por Elizabeth Peabody en The Esthetic Papers (mayo de 1849). Thoreau se había inspirado en un poema político del inglés Percy Shelley, La máscara de la anarquía (1819), donde fustiga con poderosas imágenes las injustas formas de autoridad de su tiempo e imagina una forma radicalmente nueva de acción social.

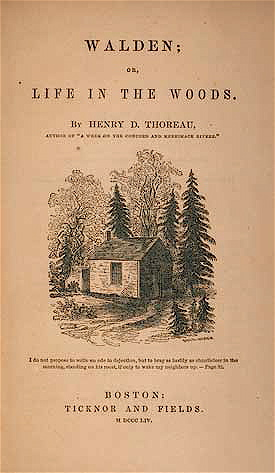
En 1854, Thoreau publica Walden.

En la cabaña que él mismo había levantado con sus manos, Walden Pond, Thoreau completó un primer borrador de Una semana en los ríos Concord y Merrimack, una elegía dedicada a su hermano John en que describía su viaje a las Montañas Blancas en 1839. Thoreau no encontró editor para el libro, por lo que imprimió 1000 ejemplares a su costa; menos de 300 fueron vendidos. Siguiendo el consejo de Emerson, empleó el sello editor de Munroe, el propio editor de Emerson, pese al poco interés que mostró en publicarlo.

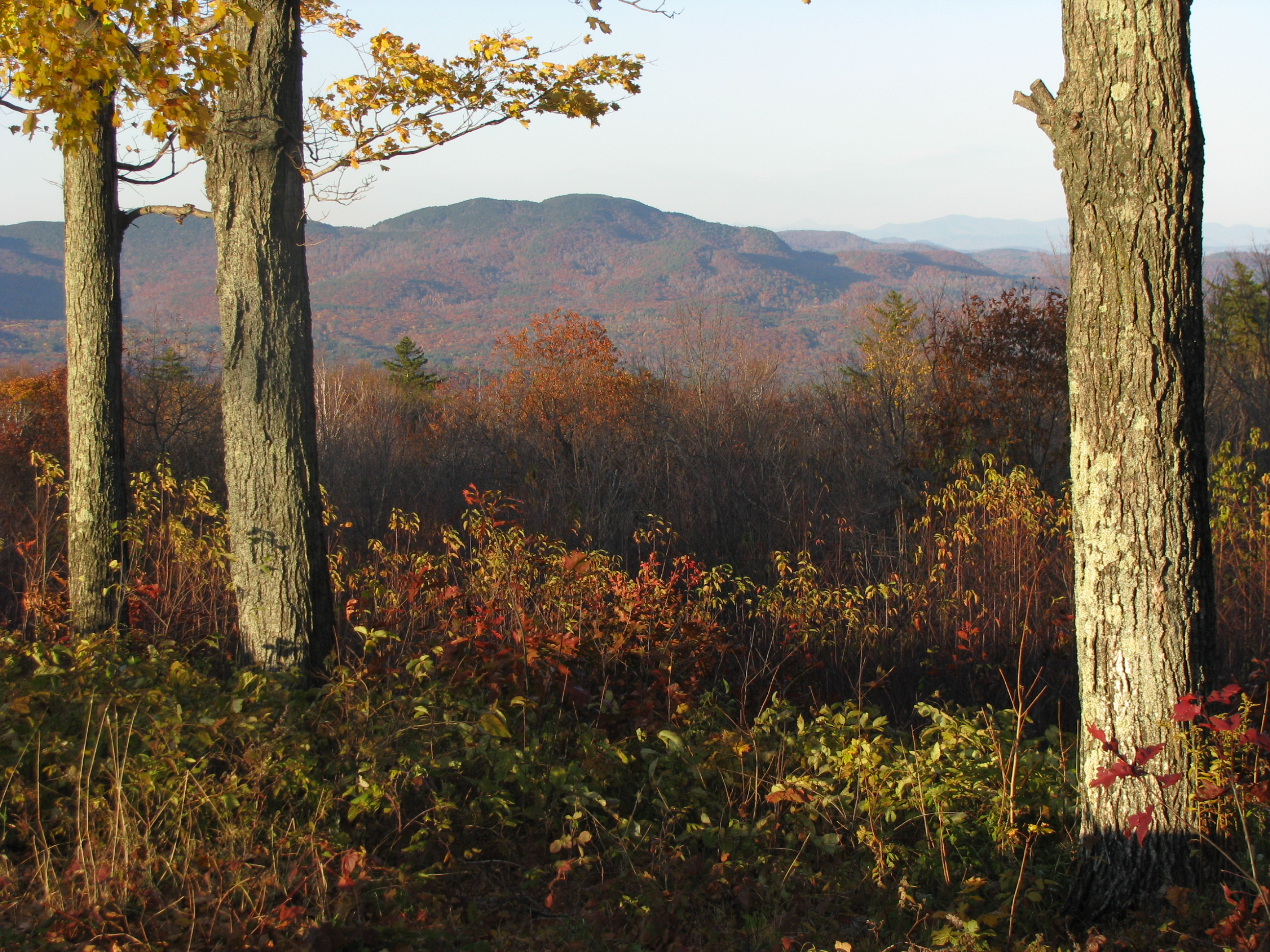
Montañas Blancas (New Hampshire).

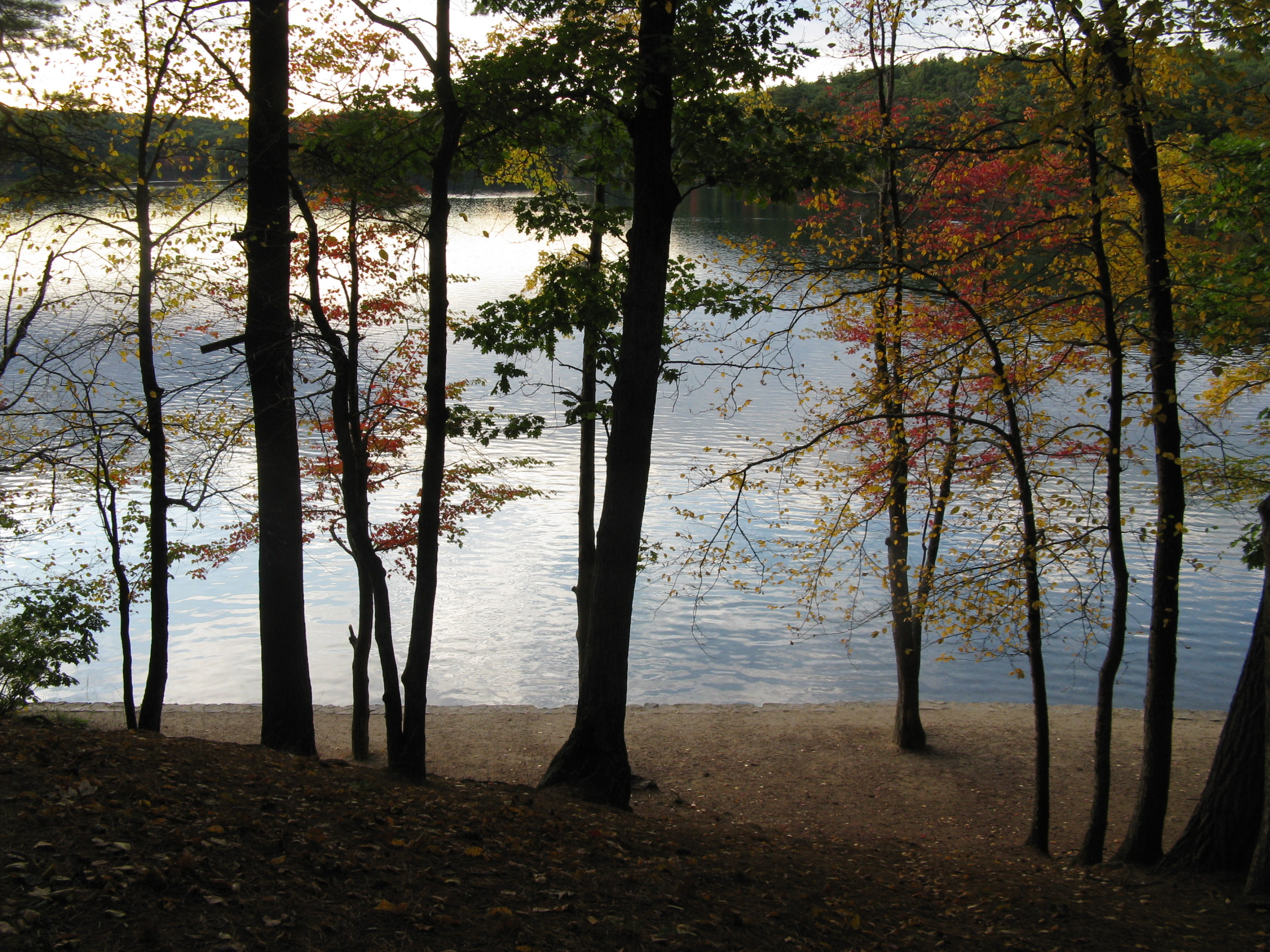
Estanque Walden en octubre, Concord, Massachusetts

En agosto de 1846 Thoreau dejó brevemente Walden para hacer un viaje al Monte Katahdin en Maine, un viaje más tarde descrito en "Ktaadn", primera parte de The Maine Woods / Los bosques de Maine.

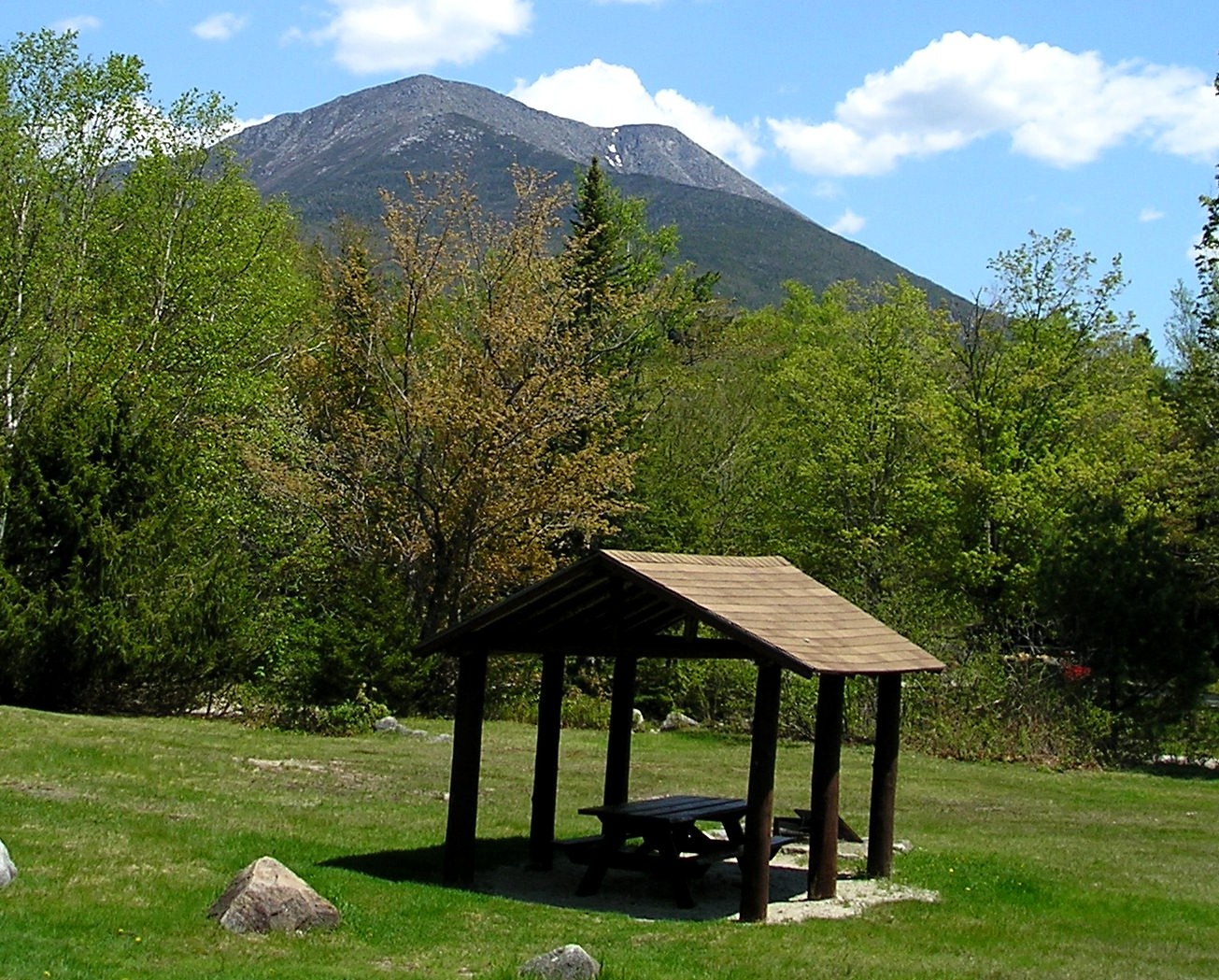
Monte Katahdin

Thoreau salió de Walden Pond el 6 de septiembre de 1847. A petición de Emerson, se trasladó de nuevo a la casa de Emerson para ayudar a su esposa Lidian a llevar la casa mientras su marido andaba lejos en un prolongado viaje por Europa. Por entonces, en una labor que le empleó varios años y mientras trabajaba para pagar sus deudas, revisó continuamente el manuscrito de lo que finalmente publicó como Walden, o Vida en el bosque en 1854, donde narraba los dos años, dos meses y dos días que había pasado solitario (o más bien acompañado por las distintas manifestaciones de la naturaleza) en Walden Pond. El libro comprime ese tiempo en un solo año de calendario, usando el paso de las cuatro estaciones para simbolizar el desarrollo humano. Walden tuvo entonces pocos admiradores, pero los críticos posteriores han considerado esta obra como un clásico estadounidense que explora la simplicidad natural, la armonía y la belleza como modelos para unas condiciones sociales y culturales justas.

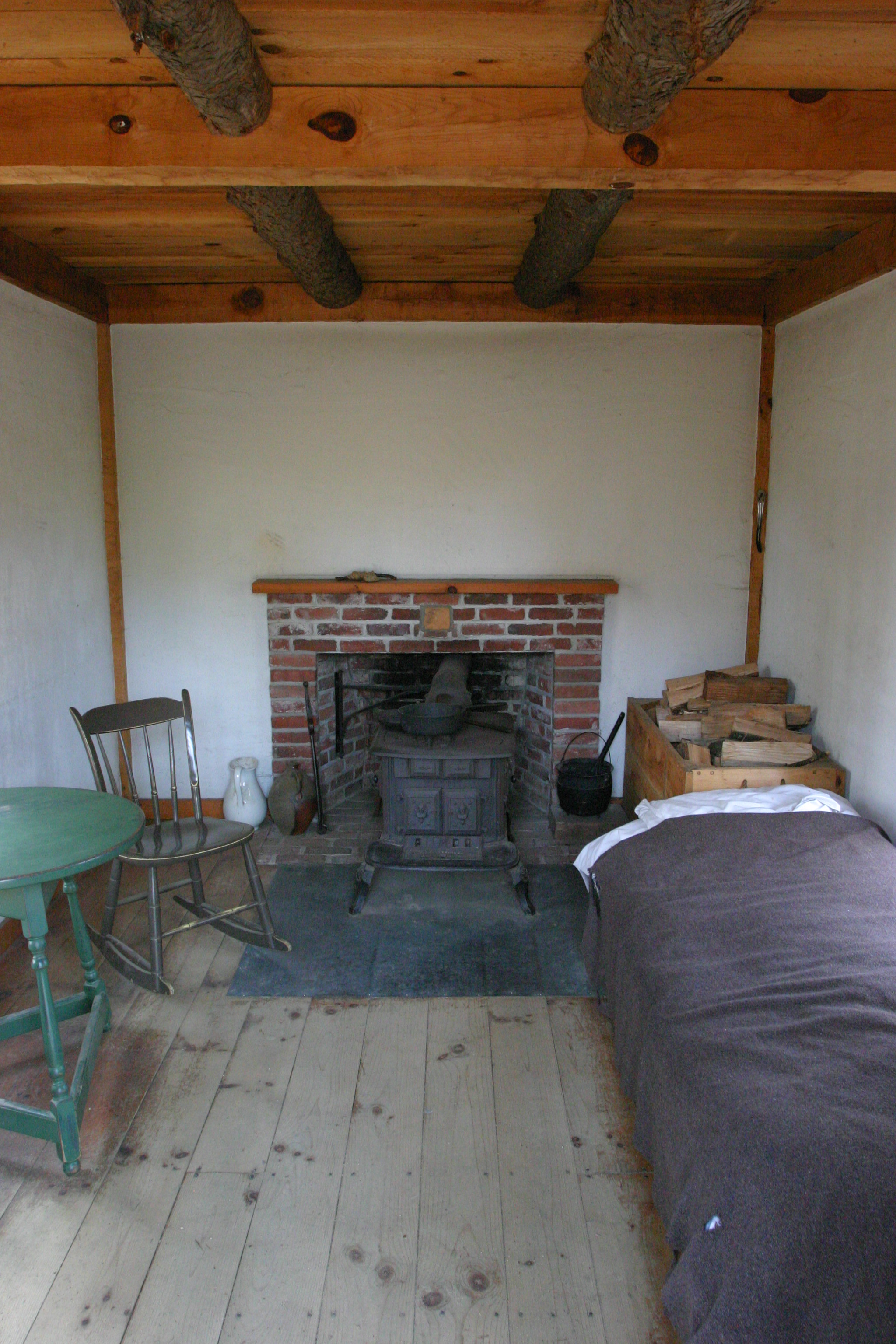
El interior de la cabaña de Thoreau (réplica).

El poeta estadounidense Robert Frost escribió sobre Thoreau: "Supera todo lo que hemos tenido en América". John Updike añadió: "Siglo y medio después de publicarse, Walden se ha convertido en un tótem de la mentalidad preservacionista y antiempresarial de la desobediencia civil y el retorno a la naturaleza. Thoreau es un expositor tan vívido, tan perfecto y tan ermitaño, que el libro corre riesgo de ser cual la Biblia: tan venerado como no leído". Henry Miller, por su parte, afirmó que «Thoreau es lo más raro que se puede encontrar sobre la capa de la Tierra: es un individuo».

Thoreau dejó la casa de Emerson en julio de 1848 y se instaló en otra de la cercana calle Belknap. En 1850, él y su familia se trasladaron a una en el número 255 de Main Street donde habitó hasta su muerte.

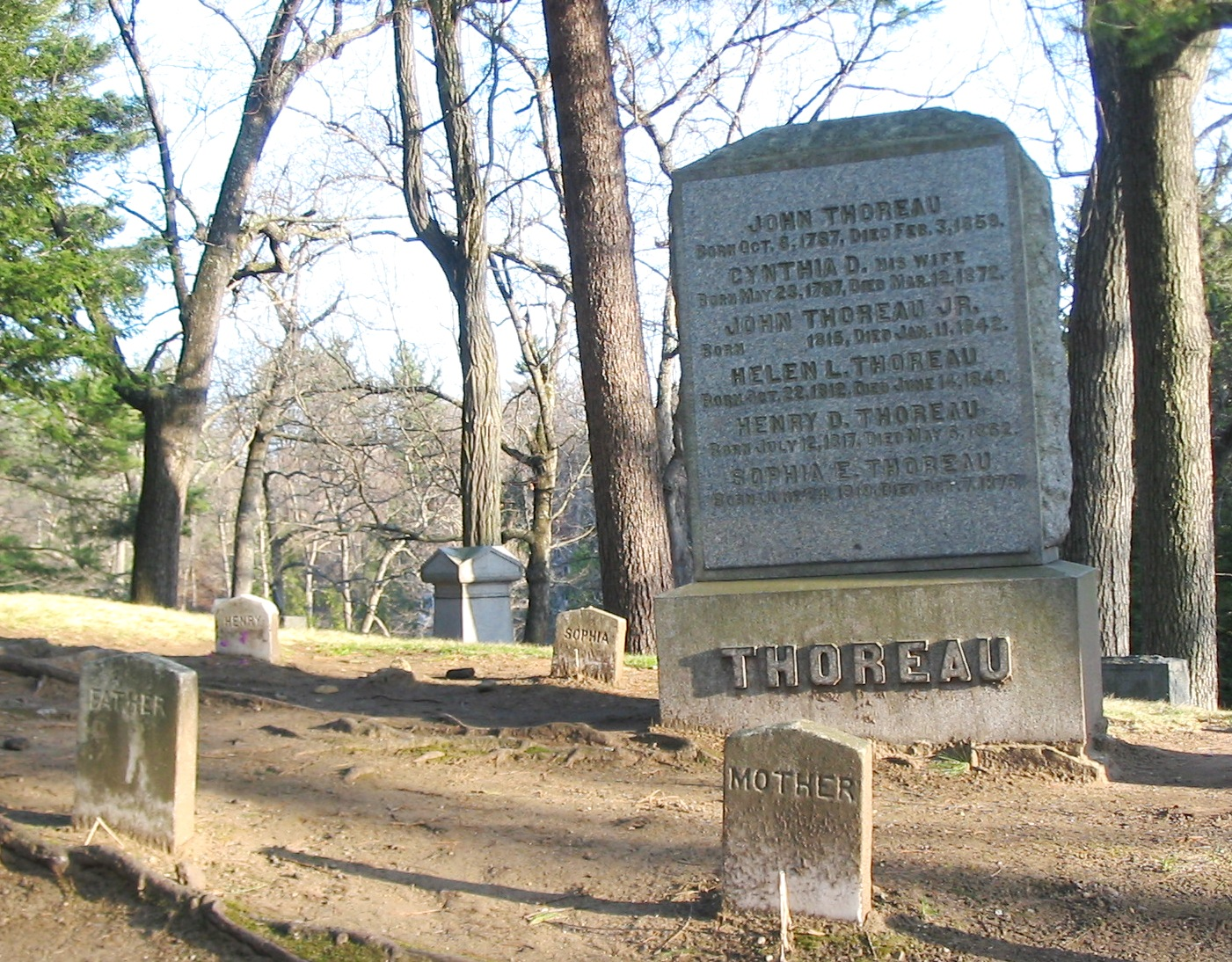
Tumba de Thoreau.

### Últimos años, 1851-1862
En 1851, Thoreau se sintió cada vez más fascinado por la historia natural y los libros de viajes y exploraciones. Leyó ávidamente sobre botánica, y muy a menudo escribió observaciones sobre este tema en su diario. Admiraba a William Bartram y a Charles Darwin por su Viaje del Beagle. Hizo observaciones detalladas de la naturaleza de Concord, registrando las épocas de maduración de la fruta, las profundidades del estanque de Walden y los días en que ciertas aves migraban. El objetivo de esta tarea era "anticipar" las estaciones de la naturaleza.
Se convirtió en agrimensor y continuó escribiendo observaciones cada vez más detalladas sobre la historia natural de la ciudad, que abarcaba un área de 67 km², en su diario, un documento de dos millones de palabras que guardó durante 24 años entre 1837 y 1861. En él están muchos materiales que luego aparecen en sus ensayos. La impresión que da es la de un Thoreau siempre en movimiento y en interacción con su entorno natural y social. Cabe destacar que las anotaciones de sus caminatas siempre ofrecen descubrimientos. El Diario es un libro donde el lector puede seguir su mirada, su oído, su olfato y su entusiasmo y curiosidad de naturalista a través de sus actividades cotidianas, expresándolo todo con su característica y bella simplicidad. 
También guardó una serie de cuadernos, y estas observaciones se convirtieron en la fuente de sus últimos escritos sobre la historia natural, como Tonos otoñales, Sucesión de árboles y Manzanas silvestres, un ensayo en que lamenta la destrucción de las especies indígenas silvestres de manzanas.
Hasta la década de 1970 los críticos literarios desestimaban las últimas actividades de Thoreau como "ciencia amateur". Pero con el surgimiento de la historia ambiental y de la ecocrítica como disciplinas académicas empezaron a emerger lecturas nuevas de Thoreau que demostraban su carácter precursor y cuán buen analista de patrones ecológicos había llegado a ser de campos y bosques. Por ejemplo, su último ensayo, titulado La sucesión de árboles forestales muestra que utilizó la experimentación y el análisis para explicar cómo los bosques se regeneran después del fuego o la destrucción humana a través de la dispersión de las semillas por los vientos o los animales.
Viajó a Quebec una vez, a Cape Cod cuatro veces y a Maine tres veces. Estos paisajes inspiraron sus libros de excursión A Yankee in Canada, Cape Cod y The Maine Woods, en los que los itinerarios de viaje enmarcan sus pensamientos sobre geografía, historia y filosofía. Otros viajes lo llevaron al suroeste a Filadelfia y a la ciudad de Nueva York en 1854, y al oeste a través de la región de los Grandes Lagos en 1861, cuando visitó las Cataratas del Niágara, Detroit, Chicago, Milwaukee, St. Paul y Mackinac Island. 
También leía extensamente sobre viajes en otras tierras. Devoró todas los relatos de viajes de primera mano disponibles en su día, en un momento en que las últimas regiones no mapeadas de la tierra estaban siendo exploradas. Leía a Magallanes y a James Cook, a los exploradores árticos John Franklin, Alexander Mackenzie y William Parry, a los africanistas David Livingstone y Richard Francis Burton; a Lewis y Clark, primeros viajeros estadounidenses que se internaron en las Montañas Rocosas, y cientos de obras menos conocidas de exploradores y viajeros que fueron también buenos escritores. Asombrosas cantidades de lectura alimentaron su interminable curiosidad por los pueblos, las culturas, las religiones y la historia natural del mundo, y dejaron sus huellas como comentarios críticos en sus voluminosos diarios. Y vertió todo ese conocimiento adquirido en el laboratorio local de su experiencia en Concord. No en vano figura entre sus aforismos famosos su consejo de "vivir en casa como un viajero".

### Muerte
Contrajo tuberculosis en 1835 y sufrió de ella esporádicamente después. En 1860, después de una excursión nocturna para contar los anillos de los tocones durante una lluvia, enfermó de bronquitis. Su salud disminuyó, con breves períodos de remisión, y finalmente permaneció en cama. Reconociendo la naturaleza terminal de su enfermedad, Thoreau pasó sus últimos años revisando y corrigiendo sus trabajos inéditos, particularmente las excursiones por Maine, y pidiendo a editores imprimir ediciones revisadas de Una semana... y de Walden. Escribió cartas y entradas de su Diario hasta que se volvió demasiado débil para continuar. Alarmaba a sus amigos su apariencia consumida y estaban fascinados por su tranquila aceptación de la muerte. Cuando su tía Luisa le preguntó en sus últimas semanas si estaba en paz con Dios, Thoreau respondió: "No sabía que nos hubiésemos peleado".
Consciente de que se estaba muriendo, las últimas palabras de Thoreau fueron "Ahora viene buena navegación", seguido de dos palabras solitarias, "alce" e "indio". Murió el 6 de mayo de 1862 a la edad de 44 años. Bronson Alcott organizó la ceremonia funeral y leyó una selección de pasajes de Thoreau; Channing presentó un himno. Emerson escribió el elogio que se pronunció en el funeral. Thoreau fue enterrado en la parcela de la familia Dunbar. Sus restos y los de su familia inmediata fueron trasladados después al Cementerio Sleepy Hollow de Concord, Massachusetts.
Un amigo de Thoreau, Ellery Channing, publicó su primera biografía, Thoreau, el poeta naturalista, en 1873. Channing y otro amigo, Harrison Blake, editaron algunos poemas, ensayos y entradas de su Diario para que se publicara una miscelánea póstuma en la década de 1890. Estos diarios de Thoreau, que él utilizaba a menudo como fuente para sus trabajos publicados, permanecieron inéditos en gran parte hasta su muerte y fueron publicados por primera vez bastante completos en 1906, ayudando a construir la gran reputación moderna del escritor. Una nueva edición más ampliada de los Diarios está en marcha, publicada por la Princeton University Press. Hoy en día, Thoreau es considerado como uno de los escritores estadounidenses más importantes, tanto por la claridad moderna de su estilo en prosa como por la presciencia de sus opiniones sobre la naturaleza y la política. Su memoria es honrada por la Sociedad Thoreau internacional y por el Instituto Thoreau en Walden Woods, establecido en 1998 en Lincoln, Massachusetts.

## Obras publicadas
Algunos de sus escritos fueron publicados póstumamente.
- Aulus Persius Flaccus (1840)
- El Servicio (1840)
- Una Caminata a Wachusett (1842)
- Paraíso (a ser) Recuperado (1843)
- The Lanlord (1843)
- Sir Walter Raleigh (1844)
- Heraldo de Libertad (1844)
- Wendell Phillips Before the Concord Lyceum (1845)
- Reform and the Reformers (1846-8)
- Thomas Carlyle y su Obra (1847)
- Una Semana en los Ríos Concord y Merrimac (1849)
- La desobediencia civil (Civil disobedience, 1849)
- Una Excursión a Canadá (1853)
- Esclavitud en Massachusetts (1854)
- Walden (1854)
- Apología del Capitán John Brown (1859)
- Remarks After the Hanging of John Brown (1859)
- Los Últimos Días de John Brown (1860)
- Caminar (1861)
- Autumnal Tints (1862)
- Wild Apples: The History of the Apple Tree (1862)
- Excursiones (1863)
- Una Vida sin Principios (1863)
- Night and Moonlight (1863)
- The Highland Light (1864)
- The Maine Woods (1864)
- Cape Cod (1865)
- Early Spring in Massachusetts (1881)
- Summer (1884)
- Winter (1889)
- Autumn (1892)
- Miscellanies (1894)

## Obras en español
- La dispersión de las semillas y otros escritos tardíos de historia natural. Logroño: Pepitas de Calabaza, 2023.
- Walden. Madrid: Cátedra, 2007/ Madrid: Errata naturae, 2013.
- Desobediencia civil y otros escritos. Madrid: Alianza, 2012.
- Desobediencia. Antología de ensayos políticos. Madrid: Errata naturae, 2015.
- Cartas a un buscador de sí mismo. Madrid: Errata naturae, 2013.
- Walden. 200 aniversario del nacimiento de Henry David Thoreau. Madrid: Errata naturae, 2017.
- Todo lo bueno es libre y salvaje. Madrid: Errata naturae, 2017.
- Musketaquid. Madrid: Errata naturae, 2014.
- Un paseo invernal. Madrid: Errata naturae, 2014.
- Caminar. Madrid: Ardora, 1998/ Barcelona: Angle, 2017.
- Poesía completa. El gallo de oro, 2018.
- El manantial. Barcelona: Página indómita, 2016.
- Una vida sin principios. Buenos Aires: Ediciones Godot, 2017.
- Colores de otoño. Palma de Mallorca: José J. de Olañeta, 2011.
- Querido Waldo. Correspondencia entre Ralph Waldo Emerson y Henry David Thoreau. Red libre, 2018.
- Las manzanas silvestres. Palma de Mallorca: José J. de Olañeta, 2014.
- Un yanki en Canadá. Santa Cruz de Tenerife: Baile del Sol, 2011.
- Los bosques de Maine. Tenerife: Baile del Sol, 2007.
- Escribir. Valencia: Pre-textos, 2007.
- Volar. Logroño: Pepitas de calabaza, 2016.
- La noche y la luz de la luna. Buenos Aires: Ediciones Godot, 2020. ISBN  9789878413044.

## Influencia
Las observaciones minuciosas y las conclusiones devastadoras de Thoreau se han engrandecido en el tiempo, llegando a ser más fuertes que sus debilidades. Acontecimientos que no están relacionados con su estancia en Walden Pond han sido relacionados con él: el movimiento obrero británico, la independencia de la India, el movimiento por los derechos civiles, la revolución hippie, el movimiento ambientalista y el movimiento del desierto. Hoy, las palabras de Thoreau son citadas con sentimiento por liberales, socialistas, anarquistas, libertarios y conservadores por igual.
Los escritos políticos de Thoreau tuvieron poco impacto durante su vida, pues sus contemporáneos no lo vieron como un teórico o un radical, sino como un naturalista. Ignoraron sus ensayos políticos, incluida la Desobediencia civil. A diferencia de sus Ensayos, solo se publicaron en vida Walden y Una Semana en los Ríos Concord y Merrimac (1849), que trataban de la naturaleza en que amaba pasear. Sin embargo, los escritos políticos de Thoreau influyeron en muchas figuras públicas destacadas: líderes políticos y reformistas como Mahatma Gandhi, el presidente estadounidense John F. Kennedy, el activista de los derechos civiles estadounidense Martin Luther King, Jr., William O. Douglas y el autor ruso León Tolstói manifestaron haber sido fuertemente influidos por la obra de Thoreau, particularmente su Desobediencia civil, al igual que el teórico de la derecha Frank Chodorov, que dedicó una edición entera de su análisis mensual a una revisión de Thoreau.
Thoreau también influyó a muchos artistas y escritores: Edward Abbey, Willa Cather, Marcel Proust, W. B. Yeats, Sinclair Lewis, Ernest Hemingway, Upton Sinclair, Lewis Mumford, Alexander Posey y Gustav Stickley, por ejemplo. 
Entre los naturalistas que apreciaron su obra se encuentran John Burroughs, John Muir, E. O. Wilson, Edwin Way Teale, Joseph Wood Krutch, B. F. Skinner, David Brower y Loren Eiseley, a quien Publishers Weekly llamó "el moderno Thoreau". Por ejemplo, Edward O. Wilson comienza su libro sobre El futuro de la vida (2002) con una carta dirigida a Thoreau. 
El escritor inglés Henry Stephens Salt escribió una biografía de Thoreau en 1890 que divulgó las ideas de Thoreau por Gran Bretaña: George Bernard Shaw, Edward Carpenter y Robert Blatchford estaban entre los entusiastas de Thoreau como resultado de la defensa que Salt hizo de su obra. El entonces abogado Gandhi leyó por primera vez Walden en 1906, mientras trabajaba como activista por los derechos civiles en Johannesburgo (Sudáfrica). Primero leyó Desobediencia civil "mientras estaba en una cárcel sudafricana a causa del crimen de protestar no violentamente contra la discriminación a la población india en el Transvaal." El ensayo galvanizó a Gandhi, quien escribió y publicó una sinopsis del pensamiento de Thoreau resaltando su "lógica incisiva [...] sin respuesta" y se refirió a Thoreau como "uno de los hombres más grandes y más morales que Estados Unidos ha producido". Además declaró al reportero estadounidense Webb Miller que "las ideas de [Thoreau] me influyeron mucho, y recomendé el estudio de Thoreau a todos los amigos que me estaban ayudando en la causa de la Independencia de la India. Porque en realidad tomé el nombre de mi movimiento del ensayo de Thoreau Desobediencia civil, escrito hace alrededor de 80 años".

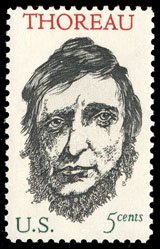
Sello de 1967 con la imagen de Thoreau.

Martin Luther King anotó en su Autobiografía que su primer encuentro con la idea de la resistencia no violenta fue la lectura de Desobediencia civil en 1944 mientras asistía al Morehouse College. Escribió allí que la "negación a pagar sus impuestos y la opción del encarcelamiento es algo que apoyó la lucha para segregar de la esclavitud el territorio ganado a México. Hice mi primer contacto con la teoría de la no violencia fascinado por la idea de negarme a cooperar con un sistema maligno; me conmovió tanto, que volví a leer la obra varias veces, convencido de que la no cooperación con el mal es una obligación tan moral como la cooperación con el bien. He sido elocuente y apasionado en hacer llegar esta idea de Henry David Thoreau. Como resultado de sus escritos y testimonio personal, somos los herederos de un legado de protesta creativa. Las enseñanzas de Thoreau cobraron vida en nuestro movimiento por los derechos civiles. Están más vivos que nunca, ya sean expresados en una sentada ante los mostradores de un comedor o en un paseo por la libertad en Mississippi, una protesta pacífica en Albany (Georgia) o un boicot a los autobuses en Montgomery (Alabama). Es consecuencia de la insistencia de Thoreau en que el mal debe ser resistido y que ningún hombre moral puede adaptarse pacientemente a la injusticia".
En 1960, una efigie de Thoreau entró en el Panteón de los Héroes Norteamericanos de la Universidad de Nueva York, junto a George Washington, Benjamin Franklin, Abraham Lincoln, Thomas Edison y Ralph Waldo Emerson.
En 1998, el presidente de los Estados Unidos Bill Clinton lo propuso como ejemplo de las mejores prácticas ciudadanas y afirmó la superioridad moral de la desobediencia civil sobre la violencia.
El psicólogo americano B. F. Skinner escribió que llevaba una copia del Walden de Thoreau con él en su juventud. Y, en 1945, escribió Walden Two, una utopía ficticia de unos 1000 miembros de una comunidad que viven juntos inspirados en la vida de Thoreau. Thoreau y sus compañeros trascendentalistas de Concord fueron una inspiración importante para el compositor Charles Ives. El cuarto movimiento de la Sonata de Concord para piano (con una parte para flauta, el instrumento que Thoreau tocaba) es una exposición del carácter y pensamiento de Thoreau.
El actor Ron Thompson hizo un retrato dramático de Henry David Thoreau en la serie de la televisión de 1976 de la NBC The Rebels.
Las ideas de Thoreau han impactado y resonado en el movimiento anarquista, con Emma Goldman refiriéndose a él como "el más grande anarquista americano". El anarquismo verde y el anarco-primitivismo en particular han obtenido inspiración y puntos de vista ecológicos de los escritos de Thoreau. John Zerzan incluyó el texto de Thoreau Excursiones (1863) en la recopilación de textos de la tradición anarco-primitivista titulada Contra la civilización: lecturas y reflexiones. Además, Murray Rothbard, fundador del anarcocapitalismo, ha opinado que Thoreau fue uno de los "grandes héroes intelectuales" de su movimiento. Thoreau también fue una influencia importante en el naturismo anarquista de finales del siglo XIX. A nivel global, los conceptos de Thoreau también tuvieron importancia dentro de los círculos anarquistas individualistas en Francia, en España y en Portugal.

## Naturaleza y existencia humana
La mayoría de los lujos y muchas de las llamadas comodidades de la vida no solo no son indispensables, sino positivamente también obstáculos para la elevación de la humanidad. (H. D. Thoreau, Walden.)

Thoreau fue uno de los primeros defensores del senderismo recreativo y el piragüismo, del conservacionismo o conservación de los recursos naturales en tierras privadas y de la preservación del desierto como terreno público. Él mismo era un canoísta altamente cualificado. Nathaniel Hawthorne, tras pasear con él, señaló que "el señor Thoreau manejó la barca tan perfectamente, ya sea con dos palas o con una, que parecía obedecer instintivamente a su propia voluntad y no requerir de ningún esfuerzo físico para guiarla".
No era un vegetariano estricto, aunque dijo que prefería esa dieta, y la defendía como medio de automejora. Escribió en Walden: "La objeción práctica a la comida animal en mi caso era su inmundicia, y además, cuando había cogido y limpiado, cocinado y comido mis peces, parecían no haberme alimentado en lo esencial. Era insignificante e innecesario, y costó más de lo que aprovechó: un poco de pan o unas pocas patatas lo hubieran hecho con menos problemas y suciedad".
Thoreau ni rechazó la civilización ni abrazó enteramente la barbarie del yermo. En cambio, buscó un terreno intermedio, un reino pastoril y arcádico que integrara la naturaleza y la cultura. Su filosofía exigía de él que fuera el árbitro didáctico entre el desierto en que tanto creía y la creciente masa humana de Norteamérica. Sintió que un maestro tenía que estar cerca de quienes necesitaban escuchar lo que quería decirles. La naturaleza salvaje que disfrutaba era la cercana del pantano o bosque, y prefería "un país parcialmente cultivado". Su idea de estar "lejos en los recovecos del desierto" de Maine era "recorrer el sendero del leñador y el sendero del indio", pero también ascendió a tierras prístinas y primitivas. En el ensayo Henry David Thoreau, filósofo Roderick Nash escribió: "Thoreau dejó Concord en 1846 para hacer el primero de sus tres viajes al norte de Maine. Sus expectativas eran altas, porque él esperaba encontrar la América auténtica, primitiva. Maine lo afectaba de manera muy distinta a la idea del desierto en Concord: en lugar de salir del bosque con un profundo aprecio a las selvas, Thoreau sintió un mayor respeto por la civilización y comprendió la necesidad del equilibrio". 
Respecto a las bebidas alcohólicas, Thoreau escribió: "Me gustaría mantenerme sobrio siempre... Creo que el agua es la única bebida para un hombre sabio; el vino no es un licor tan noble".

## Política
Thoreau fue un ferviente activista contra la esclavitud y apoyó activamente el movimiento abolicionista. Impartió conferencias que atacaron la Ley de esclavos fugitivos, y, en contra de la opinión popular en su época, apoyó al líder de la milicia radical abolicionista John Brown y su partido. Dos semanas después de la desafortunada incursión de este en Harpers Ferry (Virginia Occidental) (1859), y durante las semanas previas a la ejecución de Brown, Thoreau pronunció un Discurso a los ciudadanos de Concord, Massachusetts, en el que comparó el gobierno estadounidense con Poncio Pilatos y comparó la ejecución de Brown con la crucifixión de Jesucristo. En Los últimos días de John Brown, Thoreau describió las palabras y hechos de John Brown como nobles y ejemplo de heroísmo. 
Thoreau defendía el gobierno limitado y el individualismo. Aunque esperaba que la humanidad pudiera potencialmente tener, a través de la automejora, el tipo de gobierno que "no gobierna en absoluto", se distanció de los anarquistas contemporáneos escribiendo: "Yo no pido que no haya un gobierno, sino un gobierno mejor".
Thoreau consideró la evolución de la monarquía absoluta a la monarquía limitada por la democracia como "un progreso hacia el verdadero respeto por el individuo" y teorizó acerca de nuevas mejoras "hacia el reconocimiento y organización de los derechos del hombre". Haciéndose eco de esta creencia, escribe: "Nunca habrá un Estado realmente libre e iluminado hasta que el Estado llegue a reconocer al individuo como un poder superior e independiente del cual toda su potencia y autoridad se derivan y lo trate en consecuencia".
Aunque Thoreau creía que la resistencia a la autoridad ejercida injustamente podía ser tanto violenta (ejemplificada en su apoyo a John Brown) como no violenta (su propio ejemplo de resistencia fiscal mostrado en resistencia al gobierno civil), consideraba la no resistencia pacifista como una tentación a la pasividad, escribiendo: "No sea proclamada nuestra paz por la herrumbre de nuestras espadas, ni por nuestra incapacidad de sacarlas de sus vainas, sino que tenga por lo menos tanto trabajo en sus manos como para mantenerlas brillantes y afiladas". 
De la misma manera, su condena a la Intervención estadounidense en México no provino del pacifismo, sino más bien porque consideraba a México "invadido injustamente y conquistado por un ejército extranjero" como un medio para expandir el territorio de la esclavitud.
Thoreau era ambivalente hacia la industrialización y el capitalismo. Por un lado consideraba el comercio como "inesperadamente confiado y sereno, aventurero e incansable" y expresaba admiración por el cosmopolitismo que le estaba asociado, escribiendo:

Estoy fresco y confortado cuando las mercancías se tambalean más allá de mí y huelo las tiendas que van dispensando sus aromas por toda la ruta desde Long Wharf al lago Champlain, y me evocan extraños lugares: los arrecifes de coral, el océano Índico, los climas tropicales y la extensión del globo. Me siento más cosmopolita contemplando la hoja de palma que cubrirá tantas cabezas de Nueva Inglaterra el próximo verano.

Por otra parte, escribió despectivamente sobre el sistema fabril:

No puedo creer que nuestro sistema de fabricación sea el mejor modo para que los hombres puedan obtener ropa. La condición de los operarios se está volviendo cada día más parecida a la de los ingleses; y esto no se puede admitir, puesto que, por lo que he oído y observado, el propósito principal no es que la humanidad esté bien vestida, sino, indudablemente, que las corporaciones puedan enriquecerse.

Thoreau también favoreció el biorregionalismo, la protección de los animales y las áreas silvestres, el libre comercio y la imposición de impuestos para financiar escuelas y carreteras. Desaprobaba la subyugación de los nativos americanos, la esclavitud, el utopismo tecnológico, el consumismo, el filisteísmo, el entretenimiento de masas y las frívolas aplicaciones de la tecnología.